# Messier 40

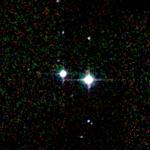
Optiska dubbelstjärnan Winnecke 4

Messier 40 (M40), också känd som Winnecke 4 (WNC 4) är en skenbar dubbelstjärna synlig i stjärnbilden Stora björnen.
M40 är belägen strax utanför Karlavagnen, i närheten av stjärnan Megrez. Mätningar av rymdteleskopet Gaia visar att M40 inte är en egentlig dubbelstjärna, utan bara en skenbar, optisk dubbelstjärna, vilket innebär att de två stjärnorna inte har någon gravitationell dragning till varandra utan bara ser ut att ligga nära varandra i betraktelsevinkel från jorden. Gaia har mätt avstånden mellan stjärnorna jorden. Den stjärnan som ligger närmast jorden (HD 238108) befinner sig på ett avstånd av 120±5 parsec (ca 390 ljusår) och den som ligger längst bort (HD 238107) ligger  på ett avstånd av 350±30 parsec (ca 1 100 ljusår).